# Luigi Scorrano
Luigi Scorrano (Lecce, 28 giugno 1849 – Urbino, 15 giugno 1924) è stato un pittore italiano.

## Biografia
Nato a Lecce, in Puglia, Scorrano studiò all'Accademia delle belle arti di Napoli e fu allievo di Domenico Morelli e Giuseppe Mancinelli e divenne un artista prolifico, esponendo spesso le sue opere alle esposizioni nazionali e promotrici. Ad esempio, alla Promotrice di Napoli, ha esposto: Quanti ricordi tristi! e Teliclio. Espone a Livorno Una canzone d'amore; a Genova Una canzone; a Napoli La toelette di nozze; a Roma il battesimo di Montecassino. 
Fu nominato direttore del Regio Istituto di Belle Arti di Urbino. Dipinse una tela della Madonna del Carmelo (1913) per la Cappella dell'Anime Santa di Trepuzzi, in provincia di Lecce. I suoi dipinti ricordano l'influenza di Filippo Palizzi. 
Morì ad Urbino nel 1924.